# 古畑種基

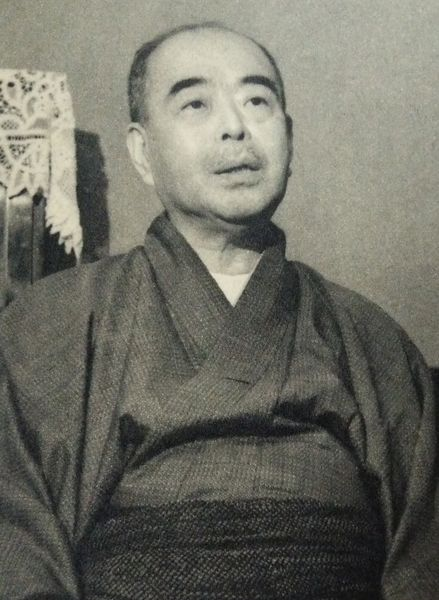
1956年

古畑 種基（ふるはた たねもと、1891年（明治24年）6月15日 - 1975年（昭和50年）5月6日）は、日本の法医学者。医学博士。日本学士院会員。東京大学名誉教授。位階は正三位。科学警察研究所所長を務め、科学捜査の研究に寄与。日本の法医学の草分けの一人である。ABO式血液型の研究に若干の功績を残した。その一方でその鑑定方法は権威主義的であり、冤罪事件を多数作り出した御用学者と見なす向きもある。

## 経歴
三重県南牟婁郡相野谷村（現紀宝町）出身。古畑虎之助の次男。和歌山中学校、第三高等学校を経て1912年、東京帝国大学（医科）に入学。1916年、同大学を卒業し同大学助手となり1921年、欧米各国に留学した。1923年、医学博士の学位を授与された。
1924年、金沢医科大学教授兼同大学附属医学専門部教授に任じ同大学附属図書館長を経て1936年3月、東京帝大教授に任ぜられ医学部に勤務する。日本の科学捜査の進歩に貢献して、1956年に文化勲章を受章。

## 年譜

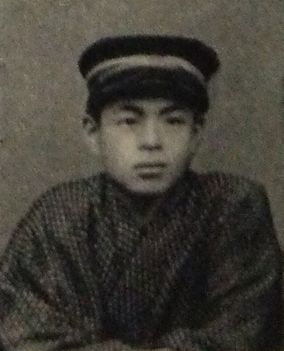
20歳、第三高等学校時代

- 1891年（明治24年）- 6月15日、三重県南牟婁郡相野谷村（現・紀宝町）平尾井に生まれる。
- 1900年（明治33年）- 和歌山市内に転居。
- 1909年（明治42年）- 県立和歌山中学校（現・和歌山県立桐蔭高等学校）卒業。
- 1912年（明治45年）- 第三高等学校卒業。
- 1916年（大正5年）- 東京帝国大学医科大学卒業[2]。
- 1924年（大正13年）- 金沢医科大学教授[2]。以後、東京大学（1936年 - 1952年）、東京医科歯科大学（1952年 - 1960年）の教授を歴任。
- 1947年（昭和22年）- 日本学士院会員に選出される[1]。
- 1956年（昭和31年）- 法医学研究の業績が認められ、文化勲章受章。
- 1960年（昭和35年）- 科学警察研究所所長。
- 1970年（昭和45年）- 春の叙勲で勲一等瑞宝章受章。
- 1971年（昭和46年）- 脳血栓で倒れ、療養に入る。
- 1975年（昭和50年）- 5月6日、死去。叙正三位、贈勲一等旭日大綬章。83歳没。

## 人物

### 法医学に関する業績
ABO型血液型の研究
古畑は法医学教室の教授として、市田賢吉、岸孝義とともに金沢医大に赴任した。その直後、強姦事件に絡む親子鑑定のため、血液型の遺伝研究を開始した。すると、AB型の親からはO型の子供が生まれた事例はなく、O型の親からはAB型の子供は生まれた事例がないことに気づいた。
それまでのエミール・フライヘル・フォン・デュンゲルンとルードビッヒ・ヒルシュフェルドの2対対立因子説によると、
A因子 - not A因子（a因子）
B因子 - not B因子（b因子）
がそれぞれ対立していて、それらの間ではA因子・B因子が優性だとみなされた。この場合、AB型の親からは、A・B・AB・O型のどの子供も生まれることになる。
しかし統計を取ってみると、AB型とO型はたがいに親子になっていない。これは、2対の対立があるとすると説明できない。
これは2対の対立ではなく、
A因子 - B因子 - O因子
の対立があり、AとBはOに対し優性だとすると説明できる。この説は現在では正しいと認められている。古畑は1925年11月1日の第1回日本学術協会で発表した。
なお、同じ頃独立に、アメリカのモルガンやドイツのベルンシュタインらにより同様な三複対立因子説が提唱されている。ただし血清内の凝集素に関して、古畑らの説の方が正確だった（ベルンシュタインらは、AB型の血清に凝集素ρが存在するとしていた）。
Q型・E型
Q型は古畑の弟子にあたる今村昌一が1934年に発見したもので、ブタの血清を人間の血球に作用させると「強力な凝集が起きる人（甲群）」と「凝集が弱い人（乙群）」がおり、さらにブタ血清は乙群の血球を通した後の上清は甲群にしか反応しなくなった。そこでこのブタ血清には甲群には作用し乙群には作用しない凝集素があり（のちに人間の初乳にも含まれると判明）、この抗原を「Q」と名付け、Q抗原を有する血球を大文字のQ型、持たぬ血球を小文字のq型とした。その後の調べでこの血液型はQ型がq型より優性遺伝で、日本人の場合ABO型と無関係にQが32%・qが68%いるとわかった。
E型はウナギ（eel）血清から杉下尚治が1935年に発見したもので、元々はこれ以前に別の学者がベルンスタインの説に基づき、ABO型のO型に特異な凝集原がないか調べていた際に見つかったもので、凝集性がある血球を大文字E、ないものを小文字eとしたものである。ABO型とも関係があり古畑が調べた限りでは「E:e」の比率はAB型では「31.9:68.1」、A型「72.3:27.7」、B型「83.9:16.1」、O型は区別不能（すべて凝集する）となる。
しかし、現在ではQ型は1927年にランドシュタイナーらが発見したP型（こちらはウマ血清から得た凝集素）と同じもの、E型は実在しない血液型（ABO型全種にあるH抗原に対する反応を新血液型と誤認した）ものであるとされ、現在は使われていない。
古畑は、弘前事件の鑑定において、血液型判定をABO型、MN型、Q型、E型で行ったが、E型などは現在の観点から見ると科学的ではなかったと考えられている。

### 冤罪・再審
古畑が鑑定を行った殺人事件のうち、弘前事件（判決：懲役15年）、財田川事件（判決：死刑）、松山事件（判決：死刑）、島田事件（判決：死刑）には鑑定に問題があり、実際には冤罪だった。これらのいずれの事件も後に再審で判決が覆されている。古畑はいわゆる四大死刑冤罪事件（免田事件、財田川事件、松山事件、島田事件）のうち、3件に関わっていることになる。

### 関連した事件
- 阿部定事件・帝銀事件

被害者の遺体解剖
- 日本共産党スパイ査問事件

被害者の遺体解剖
- 首なし事件

警察の取調べ中に死亡した採炭業者の死因を古畑が「外傷による他殺」と鑑定したことを受けて、正木ひろしが警察官2名を告発。内警察官1名が立件されて有罪が確定した。
- 下山事件

法医解剖を指揮し（実際に執刀したのは桑島直樹）、暴行を受け死後轢断という鑑定結果を提出した。しかし、この事件を捜査した平塚八兵衛は古畑について聞かれると、
中舘先生〔自殺説を提唱した中舘久平の事〕はどんな死体の解剖でも、現場の状況をつぶさに捜査員から、聞くわけですよ。〔中略〕ところが、古畑先生の場合は極端にいうと、現場の足ってのは無視するっていうんだな。法医学が先行するっていうのさ。
と科学に頼りすぎているとして、古畑の鑑定方法に疑問を呈した。
- 弘前大教授夫人殺し事件

被告人のシャツに犯行時に被害者の血痕が付着したとする鑑定が採用され被告人が有罪となったが、その後真犯人が名乗り出た。この再審公判で、1977年2月15日に検察官の控訴が棄却されたことを受け、1977年9月に岩波書店は『法医学の話』を絶版とした。
- 二俣事件

被害者たちの死亡推定時刻は被告人のアリバイが成立する時刻だと鑑定した。
- 財田川事件

犯行当時被告人が穿いていたとみなされたズボンに被害者と同じO型の血痕が付着しているとの鑑定書を二度に渡り作成した。ところが、再審開始決定において第一鑑定が微小の血痕を集めたうえに実際には大学院生が検査のほとんどを実施したことからその信用性に乏しいこと、第二鑑定の対象となった血痕は第一鑑定後に付けられた疑いがあると指摘された。
- 松山事件

三木敏行東北大学助教授（当時）と共に被告人が使用していたとみなされた掛布団に血痕の付着がある旨の鑑定をしたが、第二次再審請求審では上記鑑定に先立ち血痕の付着なしとする宮城県警察技師による鑑定結果が裁判未提出証拠の中に存在することが明らかにされた。
- 島田事件

第一審公判で被害者の胸の傷が被告人の自白どおり生前につけられたものとする証言をしたものの、その後の再審裁判ではその鑑定結果が否定され、自白が虚偽だったとして再審無罪が確定した。
- 三里塚事件

凶器に関する鑑定をしたが裁判中にその結果が変わった。

### 人柄
趣味は読書、旅行。宗教は曹洞宗。住所は東京都新宿区下落合。

## 家族・親族
古畑家
- 父・虎之助[2]（開業医）
- 母・じう（1864年 - ?、生）[2]
- 妻・芳（1900年 - ?、大阪、薬学博士・大槻弌の長女）[2]
- 男（1919年 - ?）[2]
- 女（1920年 - ?）[2]
- 二男（1927年 - ）[2]
- 三男（1929年 - ）[2]
- 四男・和孝[2]（社会心理学者、東京大学名誉教授、1931年 - ）
- 三女（1933年 - ）[2]
- 五男（1936年 - ）[2]

親戚
- 義父・大槻弌（薬学博士、大阪薬学専門学校長）

## 著書
- 『血液型と親子鑑定・指紋学 近代犯罪科学全集 第12篇』武侠社、1930年
- 『血液型と其の決定法  臨牀医学講座』金原商店、1936年
- 『簡明法医学』金原商店、1937年、のち日本医書出版、金原出版
- 『犯罪と法医学』河出書房、1938年
- 『法医学』文精社、1939年、のち南山堂
- 『法医学と犯罪捜査』人文書院、1939年
- 『血液型』生活社（日本叢書）、1945年
- 『血液型学』学術書院、1947年、のち医学書院
- 『犯罪と法医学』日本医書出版、1948年
- 『民族と血液型』村松書店（民族衛生叢書）、1948年
- 『法医学雑記』筑紫書房、1949年
- 『犯罪の科学』弘文堂（アテネ文庫）、1950年
- 『血と指紋とミイラの話』東和社、1952年
- 『法医学入門』中山書店、1953年
- 『法医学の話』岩波新書、1958年（絶版）
- 『今だから話そう 法医学秘話』中央公論社、1959年
- 『法医学ノート』中央公論社、1959年、のち中公文庫
- 『血液型の話』岩波新書、1962年
- 『一本の毛は語る 科学捜査物語』良書普及会、1963年
- 『遺伝と疾病』金原出版（新臨床医学文庫）、1964年
- 『血液型を考える 法医学のはなし』雷鳥社、1972年

## 共編著
- 『血液型の文献集』古畑種基 編、金原商店、1935年
- 『歯科法医学』古畑種基・山本勝一 共著、医歯薬出版、1963年
- 『病気の遺伝とその応用』古畑種基・古庄敏行 共著、金原出版（新臨床医学文庫）、1968年
- 『基礎遺伝医学』古畑種基・古庄敏行 共著、金原出版、1971年